# Oksana Ljapina
Oksana Vasiljevna Ljapina (ryska: Оксана Васильевна Ляпина), född den 28 april 1980 i Armavir, Ryska SFSR, är en före detta rysk gymnast.
Hon tog OS-silver i lagmångkampen i samband med de olympiska gymnastiktävlingarna 1996 i Atlanta.